# تومی و دوستان فضایی
تومی و دوستان فضایی (انگلیسی: Pet Alien) یک انیمیشن سریالی کمدی موقعیت محصول سال ۲۰۰۵ کشور آمریکا است.
این انیمیشن با نام "تومی و رفقا" توسط انجمن صنفی گویندگان جوان دوبله شده است.